# الدوري التايلاندي الممتاز 1997
الدوري التايلاندي الممتاز 1997 (بالتايلندية: จอห์นนีวอล์กเกอร์ไทยแลนด์ซอกเกอร์ลีก ฤดูกาล 2540)‏ هو الموسم 2 من الدوري التايلاندي الممتاز. كان عدد الأندية المشاركة فيه 12، وفاز فيه Air Force United F.C. ‏.